# Samba do Crioulo Doido
O Samba do Crioulo Doido é uma canção satírica composta pelo escritor e jornalista Sérgio Porto, sob pseudônimo de Stanislaw Ponte Preta, em 1966, para o Teatro de Revista, em que procura ironizar a obrigatoriedade imposta às escolas de samba de retratarem nos seus sambas de enredo somente fatos históricos.
A expressão do título é usada, no Brasil, para se referir a coisas sem sentido, a textos mirabolantes e sem nexo.

## Histórico
A composição fez parte do musical Pussy Pussy Cats, uma peça de teatro rebolado escrita por Sérgio Porto, produzido por Carlos Machado e com fundo musical por Os Originais do Samba. A imitação de um samba de enredo ia de encontro à obrigatoriedade imposta pelo Departamento de Turismo da Guanabara aos compositores desses sambas de tratarem dos temas da História do Brasil, e que produziam os maiores disparates. A performance dos Originais do Samba no musical, em especial a de Mussum atuando como palhaço, ajudou a tornar o "Samba do Crioulo Doido" o destaque da peça e atrair público, mas críticas negativas diminuíram os lucros de Machado. Eventualmente Sérgio Porto escreveu uma peça derivada, "O Show do Crioulo Doido", em 1968, trocando o grupo pelo Quarteto em Cy, que gravaria um compacto do "Samba do Crioulo Doido" com Os Originais fazendo coro ao fundo. A canção mais tarde também foi gravado pelos Demônios da Garoa.

## Enredo
No seu enredo, a canção descreve como Chica da Silva obrigou a Princesa Leopoldina a se casar com Tiradentes, e este depois eleito como Pedro Segundo, quando procurou o padre José de Anchieta e, juntos, Anchieta e D. Pedro, proclamaram a escravidão - dentre outros disparates que reúnem num contexto personalidades de épocas e lugares distintos, em condições absurdas.